# Jake Peak
Der Jake Peak ist ein 929 m hoher Berg im Südosten der Adelaide-Insel westlich der Antarktischen Halbinsel. Er ragt im Zentrum der Stokes Peaks auf.
Die Benennung des Bergs geht auf Personal des British Antarctic Survey auf der Rothera-Station in den 1980er und 1990er Jahren zurück. Namensgeber ist ein Schlittenhund.